# چیکون
چیکون (به اسپانیایی: Chicón) یک کوه در پرو است. چیکون ۵٬۵۳۰ متر بالاتر از سطح دریا واقع شده‌است.